# Förderverein
Ein Förderverein ist ein Verein, der in der Regel den Zweck hat, eine andere gemeinnützige Einrichtung finanziell zu unterstützen. Hierzu kann der Förderverein selbstständig z. B. Spenden sammeln.
Das BGB macht keinen Unterschied zwischen einem Förderverein und operativ tätigen Vereinen. Die Besonderheit des Fördervereins liegt in den Regelungen der Abgabenordnung (AO). Ein Verein, der steuerbegünstigt sein will, muss gemeinnützige, mildtätige oder kirchliche Zwecke durch eigene unmittelbare Tätigkeit verfolgen (Grundsatz der Unmittelbarkeit). Diese Anforderung kann der Förderverein nicht erfüllen, da er ausschließlich Geldmittel für andere gemeinnützige Vereine bereitstellt. Ist die Tätigkeit eines Fördervereins aber ausschließlich darauf ausgelegt, dass er Geld für einen anderen gemeinnützigen Verein bereitstellt, gilt dies als steuerlich unschädliche Betätigung, wodurch auch ein Förderverein selbst wieder als gemeinnützig gelten kann.
Die Arbeit eines Fördervereins muss also darauf ausgelegt sein, durch Geldmittel einen anderen gemeinnützigen Verein in dessen Vereinszweck zu unterstützen.
615.759 Vereine gibt es in Deutschland (Stand April 2022). Da es keinen rechtlichen Unterschied zwischen operativ tätigen Vereinen und Fördervereinen gibt, ist eine statistische Auswertung nur über eine automatisierte Auswertung der Namen möglich. Daher ist eine klare Bezifferung, wie viele Fördervereine es in Deutschland gibt, nicht möglich. Es lässt sich jedoch ein Trend aufgrund der Namensanalyse hin zu Fördervereinen erkennen.